# 吳長愷
吳長愷，（1981年8月22日—），嘉義人，藝名大愷，台灣男藝人，曾是 伊林娛樂旗下，國立臺灣藝術大學戲劇學系碩士在職專班，曾參加第一屆《超級模王大道》，表現亮眼，獲得第四名，曾模仿袁惟仁、洪金寶、PSY、金正恩等。

## 節目主持
- 2012年：
  - 《台灣保庇》第三季主持人（和阿飛主持）
  - 《後臺特搜隊》YAHOO奇摩 時尚名人頻道 (與殷琦共同主持)
- 2015年：
  - 《名模出任務》主持群之一。[1]
  - 《玩美的人類》助理主持。
  - 《生活大爆笑》
- 2017年：
  - 《名模星任務》主持群之一。
  - 《真的假的》助理主持。

## 《超級模王大道》參賽過程
| 集數 | 首播日期   | 比賽主題                               | 備註             |
| ---- | ---------- | -------------------------------------- | ---------------- |
| 02   | 2012/03/04 | 最像模仿50強淘汰賽（下）               | 25分挑戰成功     |
| 03   | 2012/03/11 | 史無前例 不可能的搭檔模仿賽            | 以26分成功晉級   |
| 04   | 2012/03/18 | 最殘酷考驗 模王PK對決賽                | 以28分成功晉級   |
| 06   | 2012/04/01 | 藝人合作賽（下）                       | 以22分晉級       |
| 07   | 2012/04/08 | 我最愛的電視節目合作賽                 | 以19分晉級       |
| 08   | 2012/04/15 | 踢館軍團來襲 模王生死PK賽Round 1（上） | 以19分晉級       |
| 11   | 2012/05/06 | 踢館軍團來襲 模王生死PK賽Round 2（下） | 以24分晉級       |
| 12   | 2012/05/13 | 母親節特別企劃 模王溫馨巨獻            | 25分晉級         |
| 13   | 2012/05/20 | 宿命決鬥 模王聯盟踢館賽                | 27分晉級         |
| 14   | 2012/05/27 | 地表最強！！藝人模王總動員             | 41分晉級         |
| 15   | 2012/06/03 | 跨領域各界達人合作賽                   | 27分晉級         |
| 16   | 2012/06/10 | 破天荒！！不可思議模王合作賽           | 25分晉級         |
| 17   | 2012/06/17 | 空前絕後！！模王超強聯盟組合           | 23分晉級         |
| 18   | 2012/06/24 | 聯手出擊！！模王達人終極合作賽         | 27分晉級         |
| 19   | 2012/07/01 | 模王一對一殘酷PK賽                     | 雖27分落敗但晉級 |
| 20   | 2012/07/08 | 超越極限！！評審指定挑戰賽             | 26分晉級         |
| 21   | 2012/07/15 | 朝夢想前進！！模王冠軍積分賽Round 1    | 27分擊敗對手     |
| 22   | 2012/07/22 | 誰與爭鋒！！冠軍積分賽Round 2          | 27分擊敗對手     |
| 23   | 2012/07/29 | 卯足全力！！冠軍積分賽Round 3          | 27分擊敗對手     |
| 24   | 2012/08/05 | 背水一戰！！模王七、八名決定賽         | 26分晉級         |
| 25   | 2012/08/12 | 總冠軍賽                               | 獲得第4名        |

## 廣告代言
- 醉拳ONLINE
- 7-11王力宏代言早餐篇
- 2012年 - 白馬馬力夯
- 2013年 - 三星手機

## 戲劇演出
- 2012年《小站》多納
- 2014年《愛上兩個我》Steven (客串)
- 2014年《PMAM之美好偵探社》阿國
- 2014年《流氓蛋糕店》客串
- 2016年《我家是戰國》小朱
- 2016年《皇恩浩蕩》大愷
- 2020年《因為我喜歡你》機車騎士
- 2021年《池塘怪談》主持人
- 2024年《角頭-大橋頭》電火

## 外部連結
- 吳長愷的Facebook專頁